# Seznam dílů seriálu Jack Reacher
Toto je seznam dílů seriálu Jack Reacher. Americký kriminální seriál Jack Reacher je zveřejňován od 4. února 2022 na službě Amazon Prime Video. Dosud bylo vydáno 16 dílů ve dvou řadách. Hlavní postavou seriálu je bývalý major vojenské policie Jack Reacher, vandrák křižující Ameriku, který vyšetřuje kriminální případy mimo oficiální orgány.

## Přehlad řad
| Řada | Díly | Premiéra na Prime Videu | Premiéra na Prime Videu |
| Řada | Díly | První díl               | Poslední díl            |
| ---- | ---- | ----------------------- | ----------------------- |
| 1    | 8    | 4. února 2022           | 4. února 2022           |
| 2    | 8    | 15. prosince 2023       | 19. ledna 2024          |

## Seznam dílů

### První řada (2022)
| Č. v seriálu | Č. v řadě | Původní název        | Český název         | Režie              | Scénář             | Premiéra na Prime Videu |
| --- | --------- | -------------------- | ------------------- | ------------------ | ------------------ | ----------------------- |
| 1 | 1         | Welcome to Margrave  | Vítejte v Margrave  | Thomas Vincent     | Nick Santora       | 4. února 2022           |
| Přesně o půlnoci je u georgijského městečka Margrave zastřelen muž později identifikovaný jako Pete Jobling. Následující ráno přijíždí Jack Reacher autobusovou linkou Greyhoundu do města, aby zjistil, co je pravdy na legendě, že v něm zemřel zpěvák Blind Blake. V místní restauraci je zatčen pro podezření z vraždy. S bankéřem Paulemem Hubblemem, který se křivě přiznal k vraždě, míří do věznice. Úplatný dozorce oba zařadí do části pavilonu odsouzených vrahů a Reacher se ubrání brutálnímu útoku kriminálníků, kteří usilují o jejich životy. Hubble se mu svěřuje, že se za mřížemi schoval před obchodními partnery, kteří jej pod výhružkami vyvraždění rodiny donutili krýt podvodné obchody. Reacher je propuštěn po ověření jeho alibi. V době vraždy byl zachycen na autobusové zastávce. Slovně mu vyhrožuje syn místního vlivného podnikatele Klinera. Major ve výslužbě přijímá pozvání na večeři od policistky jako formu omluvy za zatčení. Ta se však neuskuteční, když ho členka sboru informuje o nově zavražděném, jehož tělo bylo nalezeno jen 40 metrů od Joblingova. Spolu s vyšetřovateli zamíří do márnice. V jednom ze dvou mrtvých mužů Reacher identifikuje svého o dva roky staršího bratra Joea. |           |                      |                     |                    |                    |                         |
| 2 | 2         | First Dance          | První střet         | Sam Hill           | Scott Sullivan     | 4. února 2022           |
| Reacher začíná spolupracovat se šéfinspektorem Finlayem a strážnicí Conklinovou na vyšetřování vraždy svého bratra a zmizení Hubblea po jeho propuštění z vazby. Možnou spojitost naznačuje Hubbleovou telefonní číslo nalezené v botě sourouzence. Finlayův velitel, policejní náčelník Ed Morrison, je doma sadisticky zavražděn způsobem, o kterém Reacherovi vyprávěl Hubble ve věci vyhrožování ze strany společníků. Vražda byla podle majora varováním ostatním, že Morrison nesplnil úkol odklidit Hubblea. Starosta Grover Teale se na uvolněné místo náčelníka jmenuje sám a Finlayovi nařizuje soustředit se na vyšetřování Morrisonovy vraždy namísto prvních dvou úmrtí u silnice. Starý Finlayův přítel, agent FBI Picard, souhlasí s převzetím Hubbleovy ženy s dcerami do ochraného režimu a odváží je na neznámé místo. Reacher chce zjistit o případu více od zkorumpovaného vězeňského dozorce Spiveye. Ten ho však na schůzce překvapí útokem dvou bývalých jihoamerických vojáků, jimž Reacher uniká. Conklinová jej po ošetření ran zve do příhraničního alabamského baru. Průtrž mračen jim zněmožní návrat domů. Na motelu se svěřují s životními příběhy. Při ranním příjezdu do domu policistky naráží na vylomené dveře. Dům je prázdný, jen na dveřích je vyrytý vzkaz „uvidíme se brzy“. |           |                      |                     |                    |                    |                         |
| 3 | 3         | Spoonful             | Troška              | Stephen Surjik     | Aadrita Mukerjiová | 4. února 2022           |
| Conklinová půjčuje Reacherovi soukromou zbraň. Na její výzvu do Washingtonu, D.C. telefonicky reaguje Molly Bethová z tajné služby, která se s kolegou Joem Reacherem sblížila a obtížně přijala zprávu o jeho vraždě. Trojici vyšetřovatelů v Margrave sděluje, že se jednalo o špičkového vyšetřovatele, který vedl oddělení padělání. V Georgii byl na stopě velkého případu. Zavražděného řidiče kamionu Joblinga zastupoval při soudním řízení Klinerův právník, kterého si zaměstnanec jako on nemohl finančně dovolit. Reacher na právníkovi neurvale vymůže řidičovu složku a Finlay zatím bez povolení prohledává byt zmizelého dozorce Spiveyho. Po ohlášení sousedů jej fyzicky napadne místní policista, když důstojníka považuje za lupiče. Reacher s Finlayem pak navštěvují Klinera. Podnikatel a mecenáš odmítá nařčení a důrazně žádá, aby nebyl zahrnut do vyšetřovacích verzí. Major přesvědčí Conklinovou i Finlaye k opuštění domovů z bezpečnostních důvodů. Klinerův syn KJ se snaží Reachera v očích seržantky zdiskreditovat sdělením, že z majorovy složky plyne jeho zastřelení nevinných mužů na misi v Iráku. Na Reachera si opět počká dvojice latinskoamerických žoldáků, která dostala zaplaceno za jeho umlčení. Při nočním sledování majorova auta je však Reacher vyláká do polí a zastřelí. Při ukládání těl do kufru v něm objevuje Spiveyho s prostřelenou hlavou. |           |                      |                     |                    |                    |                         |
| 4 | 4         | In a Tree            | V síti              | Christine Mooreová | Cait Duffyová      | 4. února 2022           |
| Po nálezu ohořelého vraku Joea Reachera pomáhá Conklinová s převozem těl zastřelených Jihoameričanů na atlantské letiště, aby zůstalo vyšetřování pod jejich vedením namísto převzetí státní policií. Reacher kolegyni sděluje pravdu z Iráku, kde musel zastřelit tři násilníky, kteří sexuálně zneužívali chlapce. Pár se ukryje v apartmá atlantského hotelu, kde dochází k intimnímu sblížení. Další den dvojice navštěvuje manželku Joblinga, která potvrzuje, že si manžel žil nad poměry a musel mít vedlejší příjem. Reacher předpokládá, že převážel padělané peníze tištěné pro Klinera v Jižní Americe a něco si nechával bokem. Náčelník Teale varuje Finleyho, aby vynechal Klinera z vyšetřování a dopadl Morrisonova vraha mezi násilníky, které bývalý velitel poslal za mříže. Agent Picard zjistil historii nalezeného vraku a na tajné schůzce se seržantkou a Reacherem udává motel, u něhož auto parkovalo. Dvojice však přijíždí pozdě, když si krátce před nimi Joeovy věci vyzvedl někdo jiný. V popelnici však nalézají odhozený oblek, v jehož podšívce je zpráva. Ta obsahuje i tři telefonní čísla. Jedno směřuje do Agentury pro ochranu životního prostředí (EPA) v Memphisu, druhé na profesora ekonomie Williama Bryanta z Princetonu a třetí na profesorku Stephanii Castillovou z katedry ekonomie Kolumbijské univerzity. Oba profesoři se mají vrátit z evropské konference za tři dny. Reacher žádá memphiskou kamarádku a bývalou podřízenou vyšetřovatelku z armády Frances Neagleyovou o pomoc, jestli nebyl v agentuře EPA zkorumpovaný agent s iniciálami JW. Žoldáci se vrací k motelu a začíná přestřelka, která končí smrtí obou najatých vrahů. Seržantka zachraňuje majorovi život, když v posledním okamžiku zastřelí útočníka mířícího na Reachera. Ten přiznává, že nalákal jejich pozornost, aby ji ochránil, což mu policistka vyčítá. Molly Bethová přilétá do Atlanty osobně předat důvěrné Joeovy materiály o případu. Před předávkou na stanici metra ji však trojice ztrácí z očí a nalezena je až umírající v tunelu bez důkazní složky.                                                                                                   |           |                      |                     |                    |                    |                         |
| 5 | 5         | No Apologies         | Neomlouvej se       | Norberto Barba     | Scott Sullivan     | 4. února 2022           |
| S pocitem viny za vraždu Molly Bethové si Reacher vybíjí frustraci na KJovi v restauraci poté, co parta podnikatelova syna vulgárně posprejovala auto Conklinové. Kliner nevznese obvinění, ale dočasný náčelník Teale seržantku propouští kvůli drobnému pochybení s poznávací značkou. Reacher nalézá ukrytý klíč ve zbraňovém pouzdru mrtvého policisty Graye, který se měl oběsit a jenž byl pro seržantku vzorem. Ač téměř bez vlasů navštěvoval každý týden starého holiče Mosleyho. U něj trojice vyšetřovatelů nalézá uzamčený kufr plný sešitů o případu, jenž měl holič předat pouze do rukou Conklinové. Major se v nich utvrzuje v podezření, že se Margrave stalo srdcem rozsáhlé Klinerovy padělatelské skupiny. Hmatatelné přímé důkazy však chybí. Cestou do Memphisu se Reacher setkává s Neagleyovou, s cílem vypátrat možného nájemného vraha Joea. Soukromá vyšetřovatelka zjistila, že iniciály patřily agentovi EPA zastřelenému doma, dle zprávy lupičem, kterého doma překvapil. Přitom byl ale použit tlumič a posmrtně do těla kopáno, jako v případě úmrtí Joea. Agent EPA vyšetřoval znečištění řeky Mississippi způsobené Klinerovým podnikem. Zpráva ale nikdy nebyla zveřejněna. Z patologické fotodokumentace propuštěná seržantka odhalí, že Gray nespáchal sebevraždu, ale na jeho smrti měl podíl starosta Teale. Otisky diamantové hlavice jeho hole obsahuje rána na spánku. Conklinová v afektu napadá Tealeho a Finlay ji raději odváží z města. Bývalá seržantka střídá Picarda v ochraně Hubbleovy rodiny. Informátor Reacherovi s Neagleyovou sděluje, ať hledají nájemného vraha pod přezdívkou Viking. Jeden z uplacených memphiských policistů, kteří kontakt s informátorem zprostředkovali, se bývalé armádní vyšetřovatele poté pokusí zabít. Finlay se rozhodne hledat v sídle Klinerovy korporace. Po vloupání se do kanceláře podnikatele objevuje zavražděného Klinera s rozříznutým krkem technikou jihoamerických vojáků. |           |                      |                     |                    |                    |                         |
| 6 | 6         | Papier               | Papír               | Omar Madha         | Aadrita Mukerjiová | 4. února 2022           |
| Reacher s Finleym sledují jeden z kamionů jedoucí z Klinerovy firmy, s cílem prozkoumat náklad. Vzdělaný Finlay během cesty odkrývá, že se z Bostonu přestěhoval do zapadákova na jih, aby zapomněl na manželčinu smrt, když ji v boji s nemocí nedokázal pomoci. Najatí žoldáci nalézají úkryt Hubbleových a Conklinová posílá matku s dcerami do nočního lesa. Sama útok zabijáků odrazí. Hubbleová se jí ráno svěřuje, že o manželově práci věděla vše. Kliner jej najal na převody velkých částek klientům, o jejichž nelegálnosti nejdřív neměl ponětí. Do špinavého obchodu ho Kliner vtáhl až poté co mu sdělil, že se převodem peněz pocházejících z mezinárodní padělatelské sítě stal její součástí. Vypral tak miliony. Poté jej donutil sledovat ukřižování jednoho z neposlušných. První z kontaktů Joea profesor Bryant je zavražděn. Reacher tak spěchá do New Yorku, aby se setkal s druhým bratrovým kontaktem, profesorkou Castillovou, jíž radí ukrýt se v policejní vazbě. Ekonomka má skrytou specializaci na padělatelství. Sděluje mu, že nejobtížnější na padělání je získat jedinečný papír. Po rozhovoru na policejní služebně major odhaluje žoldáka najatého na vraždu profesorky. V newyorské zástavbě jej uškrtí na kravatě. |           |                      |                     |                    |                    |                         |
| 7 | 7         | Reacher Said Nothing | Reacher nic neříkal | Lin Oeding         | Scott Sullivan     | 4. února 2022           |
| Policejního důstojníka Stevensona doma zavraždí i s těhotnou ženou úderná četa. Teale propouští Finlayho pro nechopnost vyřešit případ několika vražd. Reacher se na oko svěřuje místnímu důstojníkovi Bakerovi, o němž se domnívá, že je zkorumpovaný. Informuje ho o večerním plánu hledat důkazy v Hubbleově vile. Návnada zabrala, když do vily přijíždí Reachera zabít úderná četa. Ten je však na útok připraven a všechny členy zlikviduje včetně Klinerova synovce Dawsona. Navíc si uvědomí, že Kliner svážel od klientů jednodolarovky, chemicky papír bělil a na něj tiskl stodalorové „superbankovky“ ve verzi z 80. let ještě bez vyspělých bezpečnostních prvků, jinak také nominálně nejrozšířenější dolarovou bankovku. Proto skupina čítající desítky osob používala chemikálie z hnojiv, aby nebyla podezřelá při nákupu velkých objemů přípravků. Joe zjistil, že k tomu dochází někde v Georgii, kam výrobu přesunuli po znečištění řeky Mississippi. Reacher je přesvědčen, že padělky neputují z Venezuely do Spojených států, ale opačným směrem. Svá zjištění telefonuje Conklinové, která se nyní s Hubbleovými skrývá u Picarda. Finlay se ocitá v ohrožení života, když jej v motelu objevují venezuelští žoldáci. Major mu po telefonu radí jak uniknout. Společně se pak vrací do Joblingova domu nalézt padělané peníze, které si řidič odkládal. Přijíždí pozdě, když byl dům právě vypálen do základů. Joe však ve své poznámce odkazoval na úkryt u Joblingových, tedy rodičů řidiče, protože jeho manželka si ponechala příjmení za svobodna. Tam nalézají klíčový důkaz, bednu plnou přetištěných bankovek. Reacherovi volá Neagleyová o zjištění totožnosti agenta FBI, který rychle uzavřel případ vraždy memphiského komisaře EPA, a jenž si žil nad poměry. Zemřel před třemi lety, ale fyziognomií by mohl odpovídat přezdívce Viking – samotnému vrahovi komisaře. Jeho parťák však stále slouží u atlantského oddělení. Reacher si informace spojí v okamžiku, kdy vchází do domu Picarda, že tím parťákem je právě tento agent FBI. Za dveřmi na majora míří Picardova hlaveň, a KJej drží zbraň u hlavy Finlaymu za přítomnosti Tealeho stojícího vedle. |           |                      |                     |                    |                    |                         |
| 8 | 8         | Pie                  | Koláč               | MJ Bassett         | Nick Santora       | 4. února 2022           |
| KJ se chlubí tím, že najal Vikinga k zavražděni memphiského agenta EPA, do něhož dohlížející Dawson po smrti kopal, a sám že zavraždil Joblinga, agentku Bethovou v metru i Joea Reachera. Poté co „vykostil“ Morrisona jej chtěl otec hospitalizovat v ústavu, takže Klinera musel zabít také. Majorovi pouští video se zajatou Conklinovou, která Reacherovi sděluje, že má splnit rozkaz, najít skrývajícího se Hubblea. Bývalý vojenský policista se pod dohledem Picarda pouští do pátrání. Způsobí defekt pneumatiky a před opravou postřelí agenta FBI, který se snaží uprchnout. Stopařské dovednosti dovedou Reachera k Hubbleovi skrývajícím se v augustském motelu. Bankéř mu odkrývá, že podal udání na federální linku a začal spolupracovat s Joem výměnou za beztrestnost; ke spolupráci přemluvil i Jobblinga. Finlay je zatím držen v margravské cele, kde ho Baker zkope. Reacher však na stanici projíždí zdí a strážníka nárazem zabíjí. Po příjezdu Neagleyové se skupina vyzbrojuje, aby mohla osvobodit seržantku a Hubbleovy z centrály Klinerovy firmy. Po zneškodnění venkovní ochranky zažehne Finley ve skladišti oheň. Uvnitř dochází k přestřelce a kontaktnímu boji. Finlay zabíjí Picarda hydraulickým lisem. Volná Conklinová nasazuje Tealeamu pouta. Ten však hodlá použít zbraň, takže jej zastřelí. Reacher namočí KJe do kádě s hořlavinou na bělení bankovek a hodí jej ke smrtícímu ohni. Skupina se dostává do bezpečí. Flashback ukazuje Reachera s Joem u lože umírající francouzské matky, která majorovi odkázala Válečný kříž svého otce za hrdinství v první světové válce. V margravském altánku se major loučí s Conklinovou, která plánuje pozvednout město založené její rodinou. Navrhuje jí tak kandidaturu na starostku. Absolvent Harvardu Finlay se rozhoduje k návratu do Bostonu a navázání nového vztahu. Reacher zahrabává Válečný kříž na místě, kde byl Joe zastřelen a začíná stopovat na silnici vedoucí z městečka. |           |                      |                     |                    |                    |                         |

### Druhá řada (2023–2024)
| Č. v seriálu | Č. v řadě | Původní název                 | Český název                          | Režie                             | Scénář        | Premiéra na Prime Videu |
| ------------ | --------- | ----------------------------- | ------------------------------------ | --------------------------------- | ------------- | ----------------------- |
| 9            | 1         | ATM                           | Bankomat                             | Nick Santora                      | Sam Hill      | 15. prosince 2023       |
| 10           | 2         | What Happens in Atlantic City | Co se stane v Atlantic City          | Scott Sullivan                    | Sam Hill      | 15. prosince 2023       |
| 11           | 13        | Picture Says a Thousand Words | Jedna fotka řekne víc než tisíc slov | Penny Cox                         | Omar Madha    | 15. prosince 2023       |
| 12           | 4         | A Night at the Symphony       | Noční symfonie                       | Cait Duffy                        | Omar Madha    | 22. prosince 2023       |
| 13           | 5         | Burial                        | Pohřeb                               | Scott Sullivan                    | Carol Banker  | 29. prosince 2023       |
| 14           | 6         | New York's Finest             | Policajt z New Yorku                 | Cait Duffy a Michael J. Gutierrez | Carol Banker  | 5. ledna 2024           |
| 15           | 7         | The Man Goes Through          | Přes mrtvoly                         | Penny Cox a Lillian Wang          | Julian Holmes | 12. ledna 2024          |
| 16           | 8         | Fly Boy                       | Letec                                | Scott Sullivan                    | Julian Holmes | 19. ledna 2024          |

### Třetí řada
V prosinci 2023 Amazon oznámil pokračování v podobě třetí řady.